# Clerotilia terminata
Clerotilia terminata es un coleóptero de la familia Chrysomelidae.
Fue descrita científicamente en 1942 por Chen.